# Manytj
Manytj (russisk: Маныч, tr. Manytj) er en flod der løber i Rostov oblast, republikken Kalmykien og Stavropol kraj i Rusland. Den er en biflod til Don fra venstre , og er 420 km lang, med et afvandingsområde på 35.400 km². 
Floden ligger i Manytj-lavningen, som er opkaldt efter floden og som ofte ses på som grænsen mellem Europa og Asien. Hovedfloden Manysj anses almindeligvis for at begynde i Manysj-Gudilosøen. Den løber derfra mod nordvest, passerer byen Proletarsk, og munder ud i Don ved Manytjskaja, øst for byen Rostov ved Don. Andre kilder regner starten på Manytj-floden fra stedet hvor bifloden Kalaus munder ud i Manytj-lavningen og deler sig i en bifurkation, i Vestre Manytj som løber mod nordvest og munder ud i Manytj-Gudilosøen, og Østre Manytj som løber mod sydøst, og som ved høj vandføring munder ud i floden Kuma som løber til Det Kaspiske Hav. Regnet fra Kalaus' munding er Manytj 420 km lang.
Gennem Nevinnomyssk-kanalen og Jegorlyk i bliver vand fra floden Kuban ledet ind i Manytj. Derud over kommer hovedparten af vandføringen i Manytj fra smeltet sne. Vandet fra floden bruges til omfattende kunstvandinger
Før bygningen af reservoirer som Proletarsk-, Ust-Manysj- og Veselyj-reservoirene i Manytj-lavningen, og reguleringen af Don gennem det 2.700 km² store Tsimljansk-reservoiret, kunne Manytj skifte løb flere gange i løbet af året. Ved stærkt regnfald i Kaukasus løb vandet fra Kalaus østover mod Det kaspiske hav, og ved høj vandføring i Don kunne vandet herfra blive presset op til 100 kilometer op i Manytj-lavningen.